# Município de Jackson (condado de Clermont, Ohio)
O município de Jackson (em inglês: Jackson Township) é um município localizado no condado de Clermont no estado estadounidense de Ohio. No ano de 2010 tinha uma população de 2.980 habitantes e uma densidade populacional de 36,72 pessoas por km².

## Geografia
O município de Jackson encontra-se localizado nas coordenadas 39° 07′ 58″ N, 84° 02′ 17″ O. Segundo a Departamento do Censo dos Estados Unidos, o município tem uma superfície total de 81.15 km², da qual 80,68 km² correspondem a terra firme e (0,57 %) 0,47 km² é água.

## Demografia
Segundo o censo de 2010, tinha 2.980 habitantes residindo no município de Jackson. A densidade populacional era de 36,72 hab./km². Dos 2.980 habitantes, o município de Jackson estava composto pelo 98,02 % brancos, o 0,7 % eram afroamericanos, o 0,17 % eram amerindios, o 0,1 % eram asiáticos, o 0,2 % eram de outras raças e o 0,81 % eram de uma mistura de raças. Do total da população o 0,77 % eram hispanos ou latinos de qualquer raça.